# 川越市立博物館
川越市立博物館（かわごえしりつはくぶつかん）は、埼玉県川越市の川越城二の丸跡に建設された川越市立の博物館。博物館法第18条及び川越市立博物館条例により設置された社会教育施設である。

## 概要
川越藩の城下町として発展してきた川越に関する資料の収集・保存・調査研究・公開を目的として建設され、1990年（平成2年）3月1日に開館した。地下1階地上3階建。2002年（平成14年）12月1日には隣に川越市立美術館が開館した。
市制60周年記念事業の一つとして1981年（昭和56年）より準備を進めて建設されたもので、川越市の考古・歴史・民俗等を中心に扱う人文系総合博物館である。

### 館内施設
- 常設展示室
  - 近世：小江戸　川越…江戸を支えた城下町川越の特色を、町と村、文化、新河岸川の舟運などのテーマを展示
  - 近・現代：近代都市川越の発展…城下町から近代都市への発展を、川越大火と蔵造りの街並み、産業の振興などを中心に展示
  - 中世：武士の活躍と川越…川越地方の武家社会の成立を、河越氏、上杉氏、太田氏、後北条氏らの活躍を中心に展示
  - 原始・古代：川越のあけぼの…入間川流域や仙波台地での発掘調査に基づいて、縄文時代から古墳時代にかけての社会の様相を展示
  - 民俗：川越の職人とまつり…蔵造りに大きくかかわった職人の技術と習俗を、各工程の実物大模型で展示し、あわせて川越まつりを映像で紹介
- 特別展示室
  - 特別展・企画展が行われる。
- ビデオルーム
- 視聴覚ホール
- 体験学習室
- 図書閲覧室
- 水琴窟

### 見学料金
- 大人（一般）：200円
- 大学生・高校生：100円
- 中学生以下：無料
- 障害者手帳の提示により、無料で館内を見学できる。
- 共通入館券の料金については、各館ホームーページを参照すること。

## 展示の基本的理念
1. 常設展示では、川越地方の歴史の発展と文化の変遷を系統的に位置づけて展示する。展示の構成としては、原始・古代、中世、近世、近・現代の歴史展示および民俗展示とし、川越地方の歴史が総合的に理解できるようにする。特に、近世に重点を置く。また、美術・工芸は歴史資料としての観点から取り扱い、おおむね近代までのものとする。
2. 原始・古代では、発掘調査等の成果を活用し、当時の生活・文化の洋装を展示し、中世では、平安末期から戦国期に至る川越地方の武家社会の成立過程を展示する。近世では、江戸を支えた城下町川越の生活・文化の特色、近代では、産業の振興を中心に市制の発展過程と生活・文化の様子を展示する。民俗では、今日の川越の特色をつくってきた職人の技、そして村方・町方の生活文化を支えてきたさまざまな祭り等の儀礼を計画的に展示をする。

## 開館までの歩み[2]
- 1978年（昭和53年）12月　川越市立博物館建設資金積立金条例制定
- 1982年（昭和57年）1月　 川越市立郷土博物館基本構想検討委員会設置……16名委嘱
- 1983年（昭和58年）3月 　川越市創造計画基本計画に博物館新設構想が組み込まれる。
- 1983年（昭和58年）4月 　川越市立博物館建設委員会条例制定
- 1983年（昭和58年）9月 　川越市立博物館建設員会設置……20名委嘱
- 1983年（昭和58年）11月　博物館準備室を社会教育課内に設置
- 1984年（昭和59年）4月　 博物館準備室兼務職員辞令発令……3名
- 1985年（昭和60年）4月　 博物館準備室設立（兼務を解き独立）

　　　　　　　　　　　　　　　　　旧市立図書館内に置く博物館準備室専従職員……室長以下5名
- 1985年（昭和60年）6月　 建設位置について市長宛に要望書を提出（候補地は市民グランドとする）
- 1985年（昭和60年）12月　準備室移転

　　　　　　　　　　　　　　　　　旧市立図書館から市立川越小学校内へ
- 1986年（昭和61年）4月　 博物館準備室専従職員……室長以下7名
- 1986年（昭和61年）8月　 建設基本設計は指名コンペにより実施することに決定
- 1986年（昭和61年）10月　展示基本設計は計画提案（プロポーザル）により実施することに決定
- 1986年（昭和61年）12月　プロポーザル審査会　㈱丹青社に決定
- 1987年（昭和62年）1月　 展示基本設計業務委託契約　㈱丹青社
- 1987年（昭和62年）3月　 コンペ審査会　㈱建設研究所アーキビジョンに決定
- 1987年（昭和62年）5月　 新築設計（実施設計）業務委託契約　（㈱建設研究所アーキビジョン）
- 1987年（昭和62年）10月　建設実施設計完了
- 1987年（昭和62年）12月　展示実施設計業務委託契約　㈱丹青社
- 1988年（昭和63年）2月　 博物館建築本体工事契約　㈱佐田建設
- 1988年（昭和63年）3月　 新築工事起工式
- 1988年（昭和63年）10月　展示実施設計完了
- 1988年（昭和63年）12月　展示工事契約　㈱丹青社
- 1989年（平成1年）2月　　外構工事契約　（㈱佐田建設）
- 1989年（平成1年）4月 　 博物館準備室専従職員……室長以下11名
- 1989年（平成1年）7月　　博物館建築関係工事完了

　　　　　　　　　　　　　　　　　博物館準備室専従職員……室長以下13名
- 1989年（平成1年）12月　 外構工事完了

　　　　　　　　　　　　　　　　　川越市立博物館条例制定
- 1990年（平成2年）2月　　展示工事完了
- 1990年（平成2年）3月　　開館

## 関連施設
- 川越市蔵造り資料館（川越市蔵造り資料館条例に基づき設置）[1]
- 川越城本丸御殿（川越城本丸御殿の設置及び管理条例に基づき設置）[1]

上記2館との共通入館券に加え、川越市立美術館・川越まつり会館も含めた5館共通入館券もある。